# Michael Venus
Michael Venus (Orlando (Florida), Estados Unidos, 16 de octubre de 1987) es un jugador de tenis profesional neozelandés nacido en Estados Unidos.

## Carrera
Su ranking individual más alto logrado en el ranking mundial ATP, fue el n.º 274 el 25 de julio de 2011. Mientras que en dobles alcanzó el puesto n.º 32 el 07 de noviembre de 2016.
Hasta el momento ha obtenido 6 títulos de la categoría ATP Challenger Series, todos ellos en modalidad de dobles.

### Copa Davis
Se nacionalizó neozelandés en el año 2010.
Desde el año 2010 es participante del Equipo de Copa Davis de Nueva Zelanda. Tiene en esta competición un récord total de partidos ganados/perdidos de 6/10 (5/5 en individuales y 1/5 en dobles).

## Torneos de Grand Slam

### Dobles

#### Campeón (1)
| Año  | Torneo        | Pareja        | Oponentes en la final          | Resultado           |
| 2017 | Roland Garros | Ryan Harrison | Santiago González Donald Young | 7-6(5), 6-7(4), 6-3 |

#### Finalista (1)
| Año  | Torneo    | Pareja        | Oponentes en la final | Resultado                  |
| 2018 | Wimbledon | Raven Klaasen | Mike Bryan Jack Sock  | 3-6, 7-6(7), 3-6, 7-5, 5-7 |

### Dobles mixto

#### Finalista (3)
| Año  | Torneo            | Pareja           | Oponentes en la final              | Resultado        |
| 2017 | Abierto de EE.UU. | Hao-Ching Chan   | Martina Hingis Jamie Murray        | 1-6, 6-4, [8-10] |
| 2019 | Abierto de EE.UU. | Hao-Ching Chan   | Bethanie Mattek-Sands Jamie Murray | 2-6, 3-6         |
| 2023 | Roland Garros     | Bianca Andreescu | Miyu Kato Tim Puetz                | 6-4, 4-6, [6-10] |

## Juegos Olímpicos

### Dobles

#### Medalla de Bronce
| Año  | Torneo     | Pareja         | Oponentes en la final           | Resultado   |
| 2021 | Tokio 2020 | Marcus Daniell | Austin Krajicek Tennys Sandgren | 7-6(3), 6-2 |

## Títulos ATP (25; 0+25)

### Dobles (25)
| Leyenda                         |
| Grand Slam (1)                  |
| ATP World Tour Finals (0)       |
| ATP Masters 1000 World Tour (1) |
| ATP World Tour 500 series (7)   |
| ATP World Tour 250 series (16)  |

| N.º | Fecha                    | Torneos          | Superficie    | Pareja        | Oponentes                             | Resultado            |
| --- | ------------------------ | ---------------- | ------------- | ------------- | ------------------------------------- | -------------------- |
| 1.  | 23 de mayo de 2015       | Niza             | Tierra barida | Mate Pavić    | Jean-Julien Rojer Horia Tecău         | 7-6(4), 2-6, [10-8]  |
| 2.  | 16 de enero de 2016      | Auckland         | Dura          | Mate Pavić    | Eric Butorac Scott Lipsky             | 7-5, 6-4             |
| 3.  | 7 de febrero de 2016     | Montpellier      | Dura (i)      | Mate Pavić    | Alexander Zverev Mischa Zverev        | 7-5, 7-6(4)          |
| 4.  | 21 de febrero de 2016    | Marsella         | Dura (i)      | Mate Pavić    | Jonathan Erlich Colin Fleming         | 6-2, 6-3             |
| 5.  | 11 de junio de 2016      | 's-Hertogenbosch | Hierba        | Mate Pavić    | Dominic Inglot Raven Klaasen          | 3-6, 6-3, [11-9]     |
| 6.  | 7 de mayo de 2017        | Estoril          | Tierra batida | Ryan Harrison | David Marrero Tommy Robredo           | 7-5, 6-2             |
| 7.  | 10 de junio de 2017      | Roland Garros    | Tierra batida | Ryan Harrison | Santiago González Donald Young        | 7-6(5), 6-7(4), 6-3  |
| 8.  | 25 de febrero de 2018    | Marsella         | Dura (i)      | Raven Klaasen | Marcus Daniell Dominic Inglot         | 6-7(2), 6-3, [10-4]  |
| 9.  | 23 de junio de 2019      | Halle            | Hierba        | Raven Klaasen | Łukasz Kubot Marcelo Melo             | 4-6, 6-3, [10-4]     |
| 10. | 4 de agosto de 2019      | Washington       | Dura          | Raven Klaasen | Jean-Julien Rojer Horia Tecău         | 3-6, 6-3, [10-2]     |
| 11. | 29 de febrero de 2020    | Dubái            | Dura          | John Peers    | Raven Klaasen Oliver Marach           | 6-3, 6-2             |
| 12. | 27 de septiembre de 2020 | Hamburgo         | Tierra batida | John Peers    | Ivan Dodig Mate Pavić                 | 6-3, 6-4             |
| 13. | 25 de octubre de 2020    | Amberes          | Dura (i)      | John Peers    | Rohan Bopanna Matwé Middelkoop        | 6-3, 6-4             |
| 14. | 22 de mayo de 2021       | Ginebra          | Tierra batida | John Peers    | Simone Bolelli Máximo González        | 6-2, 7-5             |
| 15. | 18 de julio de 2021      | Hamburgo         | Tierra batida | Tim Puetz     | Kevin Krawietz Horia Tecău            | 6-3, 6-7(3), [10-8]  |
| 16. | 7 de noviembre de 2021   | París            | Dura (i)      | Tim Puetz     | Pierre-Hugues Herbert Nicolas Mahut   | 6-3, 6-7(4), [11-9]  |
| 17. | 26 de febrero de 2022    | Dubái            | Dura          | Tim Puetz     | Nikola Mektić Mate Pavić              | 6-3, 6-7(5), [16-14] |
| 18. | 12 de febrero de 2023    | Dallas           | Dura (i)      | Jamie Murray  | Nathaniel Lammons Jackson Withrow     | 1-6, 7-6(4), [10-7]  |
| 19. | 22 de abril de 2023      | Bania Luka       | Tierra batida | Jamie Murray  | Francisco Cabral Aleksandr Nedovyesov | 7-5, 6-2             |
| 20. | 27 de mayo de 2023       | Ginebra          | Tierra batida | Jamie Murray  | Marcel Granollers Horacio Zeballos    | 7-6(6), 7-6(3)       |
| 21. | 26 de septiembre de 2023 | Zhuhai           | Dura (i)      | Jamie Murray  | Nathaniel Lammons Jackson Withrow     | 6-4, 6-4             |
| 22. | 24 de febrero de 2024    | Doha             | Dura          | Jamie Murray  | Lorenzo Musetti Lorenzo Sonego        | 7-6(0), 2-6, [10-8]  |
| 23. | 23 de junio de 2024      | Queen's Club     | Hierba        | Neal Skupski  | Taylor Fritz Karen Khachanov          | 4-6, 7-6(5), [10-8]  |
| 24. | 28 de junio de 2024      | Eastbourne       | Hierba        | Neal Skupski  | Matthew Ebden John Peers              | 4-6, 7-6(2), [11-9]  |
| 25. | 11 de enero de 2025      | Auckland         | Dura          | Nikola Mektić | Christian Harrison Rajeev Ram         | w/o                  |

#### Finalista (24)
| N.º | Fecha                    | Torneos               | Superficie    | Pareja           | Oponentes                             | Resultado                  |
| --- | ------------------------ | --------------------- | ------------- | ---------------- | ------------------------------------- | -------------------------- |
| 1.  | 26 de julio de 2015      | Bogotá                | Dura          | Mate Pavić       | Édouard Roger-Vasselin Radek Štepánek | 5-7, 1-6                   |
| 2.  | 25 de octubre de 2015    | Estocolmo             | Dura (i)      | Mate Pavić       | Nicholas Monroe Jack Sock             | 5-7, 2-6                   |
| 3.  | 21 de mayo de 2016       | Niza                  | Tierra batida | Mate Pavić       | Juan Sebastián Cabal Robert Farah     | 6-4, 4-6, [8-10]           |
| 4.  | 24 de julio de 2016      | Gstaad                | Tierra batida | Mate Pavić       | Julio Peralta Horacio Zeballos        | 6-7(2), 2-6                |
| 5.  | 25 de septiembre de 2016 | Metz                  | Dura (i)      | Mate Pavić       | Julio Peralta Horacio Zeballos        | 3-6, 6-7(4)                |
| 6.  | 23 de octubre de 2016    | Estocolmo             | Dura (i)      | Mate Pavić       | Elias Ymer Mikael Ymer                | 1-6, 1-6                   |
| 7.  | 30 de octubre de 2016    | Basilea               | Dura (i)      | Robert Lindstedt | Marcel Granollers Jack Sock           | 3-6, 4-6                   |
| 8.  | 16 de junio de 2018      | 's-Hertogenbosch      | Hierba        | Raven Klaasen    | Dominic Inglot Franko Škugor          | 6-7(3), 5-7                |
| 9.  | 14 de julio de 2018      | Wimbledon             | Hierba        | Raven Klaasen    | Mike Bryan Jack Sock                  | 3-6, 7-6(7), 3-6, 7-5, 5-7 |
| 10. | 12 de agosto de 2018     | Toronto               | Dura          | Raven Klaasen    | Henri Kontinen John Peers             | 2-6, 7-6(7), [6-10]        |
| 11. | 7 de octubre de 2018     | Tokio                 | Dura          | Raven Klaasen    | Ben McLachlan Jan-Lennard Struff      | 4-6, 5-7                   |
| 12. | 12 de enero de 2019      | Auckland              | Dura          | Raven Klaasen    | Ben McLachlan Jan-Lennard Struff      | 3-6, 4-6                   |
| 13. | 19 de mayo de 2019       | Roma                  | Tierra batida | Raven Klaasen    | Juan Sebastián Cabal Robert Farah     | 1-6, 3-6                   |
| 14. | 17 de noviembre de 2019  | ATP World Tour Finals | Dura (i)      | Raven Klaasen    | Pierre-Hugues Herbert Nicolas Mahut   | 3-6, 4-6                   |
| 15. | 8 de agosto de 2021      | Washington            | Dura          | Neal Skupski     | Raven Klaasen Ben McLachlan           | 6-7(4), 4-6                |
| 16. | 12 de junio de 2022      | Stuttgart             | Hierba        | Tim Puetz        | Hubert Hurkacz Mate Pavić             | 6-7(3), 6-7(5)             |
| 17. | 19 de junio de 2022      | Halle                 | Hierba        | Tim Puetz        | Marcel Granollers Horacio Zeballos    | 4-6, 7-6(5), [12-14]       |
| 18. | 30 de julio de 2022      | Kitzbühel             | Tierra batida | Tim Puetz        | Pedro Martínez Lorenzo Sonego         | 7-5, 4-6, [8-10]           |
| 19. | 21 de agosto de 2022     | Cincinnati            | Dura          | Tim Puetz        | Rajeev Ram Joe Salisbury              | 6-7(4), 6-7(5)             |
| 20. | 8 de enero de 2023       | Adelaida I            | Dura          | Jamie Murray     | Lloyd Glasspool Harri Heliövaara      | 3-6, 6-7(3)                |
| 21. | 20 de agosto de 2023     | Cincinnati            | Dura          | Jamie Murray     | Máximo González Andrés Molteni        | 6-3, 1-6, [9-11]           |
| 22. | 22 de octubre de 2023    | Tokio                 | Dura          | Jamie Murray     | Rinky Hijikata Max Purcell            | 4-6, 1-6                   |
| 23. | 27 de octubre de 2024    | Viena                 | Dura (i)      | Neal Skupski     | Alexander Erler Lucas Miedler         | 6-4, 3-6, [1-10]           |
| 24. | 22 de junio de 2025      | Queen's Club          | Hierba        | Nikola Mektić    | Julian Cash Lloyd Glasspool           | 3-6, 7-6(5), [6-10]        |

## Títulos Challenger
| Leyenda               | Individuales | Dobles |
| --------------------- | ------------ | ------ |
| ATP Challenger Series | 0            | 8      |

### Finalista (1)
| N.° | Fecha      | Torneo               | Superficie | Oponente en la final | Resultado  |
| --- | ---------- | -------------------- | ---------- | -------------------- | ---------- |
| 1.  | 21.08.2010 | Challenger de Qarshi | Dura       | Blaz Kavcic          | 7-66, 7-65 |

### Dobles (8)
| N.º | Fecha      | Torneo                     | Superficie    | Compañero      | Oponentes en la final                 | Resultado        |
| --- | ---------- | -------------------------- | ------------- | -------------- | ------------------------------------- | ---------------- |
| 1.  | 06.07.2013 | Challenger de Winnetka     | Dura          | Yuki Bhambri   | Somdev Devvarman Jack Sock            | 2-6, 6-2, [10-8] |
| 2.  | 21.07.2013 | Challenger de Binghamton   | Dura          | Bradley Klahn  | Adam Feeney John-Patrick Smith        | 6-3, 6-4         |
| 3.  | 16.11.2013 | Challenger de Yokohama     | Dura          | Bradley Klahn  | Sanchai Ratiwatana Sonchat Ratiwatana | 7-5, 6-1         |
| 4.  | 08.02.2014 | Challenger de Chennai      | Dura          | Yuki Bhambri   | N. Sriram Balaji Blaž Rola            | 6-4, 7-63        |
| 5.  | 27.04.2014 | Challenger de Savannah     | Tierra batida | Ilija Bozoljac | Facundo Bagnis Alex Bogomolov Jr.     | 7-5, 6-2         |
| 6.  | 13.06.2014 | Challenger de Nottingham-2 | Hierba        | Rameez Junaid  | Ruben Bemelmans Gō Soeda              | 4-6, 7-61, 10-6  |
| 7.  | 04.04.2015 | Challenger de Raanana      | Dura          | Mate Pavić     | Rameez Junaid Adil Shamasdin          | 6-1, 6-4         |
| 8.  | 18.04.2015 | Challenger de Mersin       | Tierra batida | Mate Pavic     | Riccardo Ghedin Ramkumar Ramanathan   | 5-7, 6-3, [10-4] |

### Finalista (6)
| N.º | Fecha      | Torneo                  | Superficie    | Compañero          | Oponentes en la final          | Resultado        |
| --- | ---------- | ----------------------- | ------------- | ------------------ | ------------------------------ | ---------------- |
| 1.  | 09.06.2013 | Challenger de Fürth     | Tierra batida | Christian Harrison | Colin Ebelthite Rameez Junaid  | 4-6, 5-7         |
| 2.  | 27.07.2013 | Challenger de Lexington | Dura          | Bradley Klahn      | Frank Dancevic Peter Polansky  | 5-7, 3-6         |
| 3.  | 08.03.2014 | Challenger de Kyoto     | Dura (i)      | Sanchai Ratiwatana | Purav Raja Divij Sharan        | 7-5, 6-7, [4-10] |
| 4.  | 06.04.2014 | Challenger de Le Gosier | Dura          | Gero Kretschmer    | Tomasz Bednarek Adil Shamasdin | 5-7, 7-6, [8-10] |
| 5.  | 11.04.2015 | Challenger de Batman    | Dura          | Mate Pavic         | Aslán Karatsev Yaraslav Shyla  | 6-7, 6-4, [5-10] |
| 6.  | 23.08.2015 | Challenger de Vancouver | Dura          | Yuki Bhambri       | Treat Huey Frederik Nielsen    | 6-7, 7-5, [5-10] |